# Høbjergning i Marsken
Høbjergning i Marsken er en dansk dokumentarfilm fra 1952, der er instrueret af Erik R. Knudsen.

## Handling
En beskrivelse af gammeldags høslet. Optagelserne, som har fundet sted i Vilslev enge i marskegnene, rekonstruerer høbjergningen, som den foregik omkring 1890. Slætkarlene samles på en gård i Kragelund by, hvor redskaberne gøres klar; de kører om eftermiddagen samlet i hestevogn ud til engene, hvor slætten påbegyndes. Folkene overnatter på engen i vognen og gør slætten færdig følgende formiddag. Filmen viser de gamle metoder for skærpning af leen, tilretning af strygen, vejring af græsset samt sammenrivning og læsning af høet.